# Nvidia
Nvidia Corporation er et amerikansk globalt teknologiselskab baseret i Santa Clara, Californien. Nvidia producerer Grafik Processing Units (GPU'er) og har en betydelig indflydelse i SOC-enheder (system-on-a-chip units) til det mobile marked. Nvidias primære GPU-produktlinje ved navn "GeForce" er i direkte konkurrence med AMD's "Radeon"-produkter. Nvidia sluttede sig også til spilindustrien med sin håndholdte Nvidia Shield.
Udover GPU-produktion giver Nvidia parallel databehandling til forskere og videnskabsmænd, der giver dem mulighed til effektivt at køre high-performance applikationer. De er benytter sig af supercomputere sites rundt om i verden. På det seneste har Nvidia flyttet sig ind i det mobile marked, hvor de producerer Tegra mobile processorer til smartphones og tablets, samt køretøjersinfotainmentssystemer. Ud over AMD, omfatter de øvrige konkurrenter Intel og Qualcomm.

## Produktfamilier
Nvidias produktportefølje omfatter grafik-processorer, trådløs kommunikationsprocessorer, PC-platform (bundkort) chipset, og digital mediaplayer-software. Nogle af Nvidias produktfamilier er:
- GeForce, gaming grafik forarbejdning produkterne, som Nvidia er bedst kendt.
- Quadro computerstøttet design og digitalt indhold arbejdsstation grafik forarbejdning af produkter.
- Tegra et system på en chip serie til mobile enheder.
- Tesla, dedikeret generelle formål GPU til high-end billede generation af applikationer i den erhvervsmæssige og videnskabelige områder.
- nForce, et tidligere produceret bundkortchipset skabt af Nvidia til AMD Athlon og Duron mikroprocessorere.
- GPU'en af den oprindelige Xbox.
- GPU'en af PlayStation 3, RSX 'Reality Synthesizer'
- Ydermere har NVIDIA lanceret chatbotten Chat With RTX.[6]